# Henri Bernès
Pour les articles homonymes, voir Bernès.
Henri Bernès est un professeur français né le 27 juin 1861 à Brest et mort en 1941. Parallèlement à ses activités enseignantes et militantes, il publia des poèmes et des études littéraires.

## Biographie
Normalien en 1880, il est reçu à l'agrégation de lettres en 1883.
Il est professeur à Saint-Quentin de 1883 à 1884, à Douais de 1884 à 1891 et à Lille de 1891 à 1893, puis professeur de rhétorique au lycée Michelet de Vanves de 1893 à 1895 et au lycée Louis-le-Grand de 1895 à 1897, enfin professeur de première supérieure au lycée Lakanal de 1897 à 1927, date de sa retraite.
De 1891 à 1927 il est représentant des agrégés de lettres au Conseil supérieur de l'instruction publique.
En 1909 il est fondateur de la Franco–Ancienne,.
En 1923, il est fait officier de la Légion d’honneur.
En 1925, refusant la transformation de la Fédération nationale des professeurs de lycée en syndicat, il fonde la Fédération non syndiquée des professeurs de lycée.

## Publications
- Les Ailes du rêve, poèmes, Lemerre, Paris, 1886
- Charles Boudhors, professeur honoraire du lycée Louis-le-Grand, 1912
- Pages choisies de Sainte-Beuve, Calmann-Lévy, Paris, 1899
- Le "Quaïn" de Leconte de Lisle et ses origines littéraires , 1911

Henri Bernès a collaboré au Parnasse breton et à diverses revues.
- Henri Bernès (Wikisource) - Henri Bernès dans Anthologie de poètes français